# Fluviatispora tunicata
Fluviatispora tunicata är en svampart som beskrevs av K.D. Hyde 1994. Fluviatispora tunicata ingår i släktet Fluviatispora och familjen Halosphaeriaceae.   Inga underarter finns listade i Catalogue of Life.